# Alexandru Cerna-Rădulescu
Alexandru Cerna-Rădulescu (n. 10 ianuarie 1920, Stănești, județul Vâlcea – d. 21 august 1990, București) a fost un poet, eseist și traducător român.

## Biografie
S-a născut în satul Stănești, în familia învățătorului Gheorghe P. Cerna și al soției sale, Elvira-Ecaterina (n.
Rădulescu). A urmat studiile secundare la licee din Râmnicu Vâlcea și Craiova (absolvite în 1940), apoi studii universitare de drept, litere și filosofie, întrerupte din cauza războiului.
A lucrat o lungă perioadă în presă, debutând concomitent în două publicații cu orientări estetice opuse: Cuget clar și Azi (1930). A fost secretar de redacție și redactorul paginii culturale a ziarului Ordinea (1939-1944), secretar de redacție al cotidianului Viața (director: Liviu Rebreanu; 1942- ), șef de presă al Teatrului „Cărăbuș” și a făcut parte din grupul poeților care au fondat în 1941 revista Albatros (Sergiu Filerot, Geo Dumitrescu, Virgil Ierunca și alții), suspectată de filo-comunism în timpul regimului antonescian și suprimată după 6-7 numere. Cerna-Rădulescu a fondat și condus revista România viitoare (1944), care a fost desființată de cenzura militară după numai cinci numere pe motiv că ar face propagandă comunistă și că l-ar fi insultat pe mareșalul Ion Antonescu, iar  prim-redactorul a fost trimis pe front, Arta liberă (1944), Tribuna Transilvaniei (1946) și Tribuna românească (1946-1947).
După război a fost secretar de redacție al revistelor Biserica Ortodoxă Română și Ortodoxia (1949-1966). A fost un colaborator apropiat al patriarhului Justinian Marina, îndeplinind funcția de consilier de presă patriarhal; a fost reținut în ziua de 25 noiembrie 1949, acuzat că ar fi dușman al regimului comunist, iar patriarhul i-a sunat personal la telefon pe primul ministru, dr. Petru Groza, pe ministrul de interne Teohari Georgescu și pe ministrul adjunct de interne Marin Jianu cărora le-a comunicat că „repetata lovire a oamenilor mei cei mai apropiați dovedește și pentru un orb că ținta atacurilor sunt eu însumi, Patriarhul țării […] le-am arătat fără echivoc că Sandu este ca și copilul meu, pe care orfan fiind l-am crescut ca un părinte. Mai mult, le-am precizat că toate revistele mele, pe care ei le apreciază atât de mult, și-au primit linia politică de la Cerna Rădulescu, conducătorul lor. […] Acesta fiind adevărul, de unde îl scot ei dușman al regimului? Căci în acest caz eu ar trebui să fiu taxat drept adversar al regimului” (ACNSAS, Fond Informativ, dosar 1470, vol. 1, f. 283). În urma acestei convorbiri, ministrul Teohari Georgescu „și-a dat cuvântul de onoare” că Cerna Rădulescu va fi eliberat a doua zi; Al. Cerna-Rădulescu a fost eliberat în seara zilei de 17 decembrie 1949.
Ulterior a îndeplinit funcția de secretar general de redacție al revistei România literară (1968-1970) și a făcut parte din colegiul redacțional al revistelor culturale Argeș (1966/67) și Oltul din Slatina (1968). A publicat articole, cronici teatrale și poezii sub pseudonimele Candid, Alexandre d'Acré, Șbilț, Al. Olteanu, R. Alexandru, Ducu, ACR, -arc- etc.
În prezent o stradă din municipiul Râmnicu Vâlcea îi poartă numele.

## Activitatea literară
A debutat în plan literar cu placheta de versuri Încrustări p-un strop de rouă (1934), urmată de Sunt țăran (1937), apoi a publicat culegerea de articole și pamflete Spionaj și trădare în umbra crucii (1948). O lungă perioadă nu a mai publicat niciun volum, dar în 1978 i-a apărut volumul Înainte de proverbe, ce conținea o selecție din versurile sale. Cele două volume de memorialistică: Arbori din țara promisă (Ed. Cartea românească, 1972) și Ultima invazie (Ed. Eminescu, 1996) îl scot din anonimat. Primul volum sus-menționat conține o combinație originală de memorialistică și istorie și critică literară; sunt conturate portretele unor personalități cu rol important în formarea sa precum Liviu Rebreanu, Nicolae Iorga, Tudor Arghezi și Gala Galaction, precum și ale altor personalități culturale cunoscute de el: Petre Pandrea, Dumitru Tomescu, Constantin S. Nicolaescu-Plopșor. Cel de-al doilea volum, apărut postum, amestecă amănuntele autobiografice cu amintiri despre scriitorii cunoscuți (cu accent pe reconstituirea împrejurărilor întemeierii grupului Albatros) și cu considerații despre situația social-politică a României din anii celui de-al Doilea Război Mondial. 
S-a remarcat ca traducător, publicând două volume de traduceri ale comediilor lui Ludovico Ariosto (în 1974 și 1982, în colaborare cu Ștefan Crudu) și volumul Florile răului de Charles Baudelaire (apărut postum, în 1991).

## Distincții
- Ordinul „Steaua Republicii Populare Române” clasa a IV-a (6 iunie 1953) „pentru merite în activitatea patriotică și pentru contribuția adusă cauzei păcii”[5]

## Opera
- Încrustări p-un strop de rouă, Râmnicu Vâlcea, 1934 (cu pseud. Al. Delacerna);
- Sunt țăran, Craiova, 1937 (cu pseud. Al. Delacerna);
- Spionaj și trădare în umbra crucii, București, 1948;
- Reîntregirea bisericii românești din Ardeal, București, 1948 (în colaborare);
- Legături politice și religioase româno-ruse, București, 1949;
- Arbori din țara promisă, București, 1972;
- Înainte de proverbe, București, 1978;
- Ultima invazie, București, 1996.

## Traduceri
- Ludovico Ariosto, Comedii, în colab. cu Ștefan Crudu, București, 1974;
- Ludovico Ariosto, Lădița. Lena. Substituții. Vrăjitorul, în colab. cu Ștefan Crudu, București, 1982;
- Charles Baudelaire, Florile răului, București, 1991.